# Shannara
 (avril 2024).
Shannara (titre original : Shannara) est une suite littéraire de fantasy écrite par Terry Brooks. La plupart des livres racontent les aventures de la famille Ohmsford (descendante de la famille Shannara) dans un futur post-apocalyptique. L'action se déroule dans les Quatre Terres où la magie a remplacé la technologie. 
Le fait que le scénario du premier livre L'Épée de Shannara soit fortement inspiré du Seigneur des anneaux de J. R. R. Tolkien a été dénoncé par de nombreux critiques littéraires, certains l'accusant même de plagiat.
Cependant, dès le deuxième roman, Terry Brooks a su s'émanciper de l'héritage de Tolkien et créer son propre univers fantastique. 
La série comporte trente-deux romans, une bande dessinée, quatre nouvelles et un guide. Seuls quatorze romans, une nouvelle et la bande dessinée ont été traduits en français.
Shannara a été adaptée en une série télévisée américaine intitulée Les Chroniques de Shannara diffusée de 2016 à 2017 aux États-Unis.

## Géographie du monde des Quatre terres
Les Quatre terres est le nom donné dans un futur post-apocalyptique par ses habitants à l'ancien continent d'Amérique du Nord. 

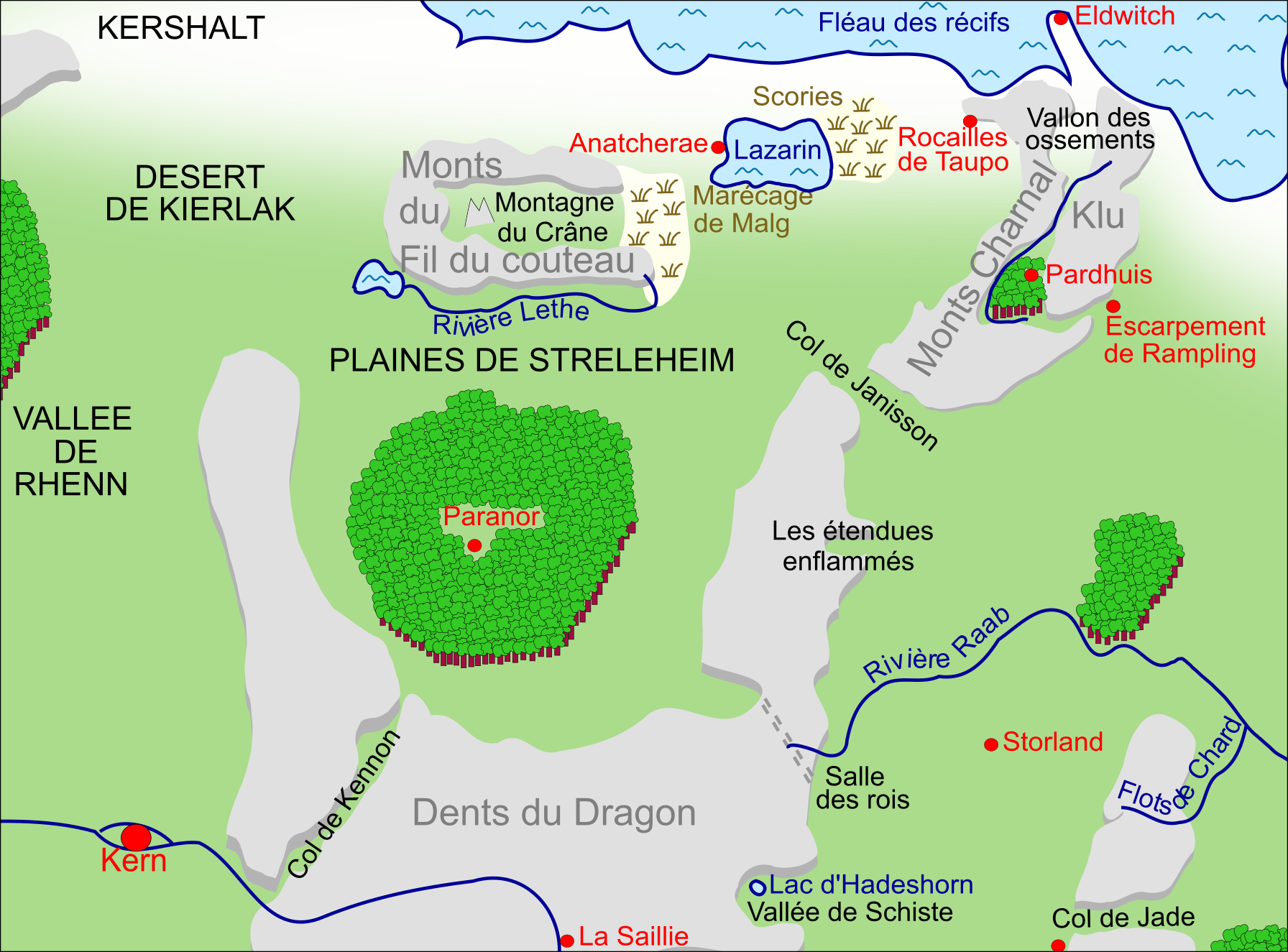
Terres du Nord
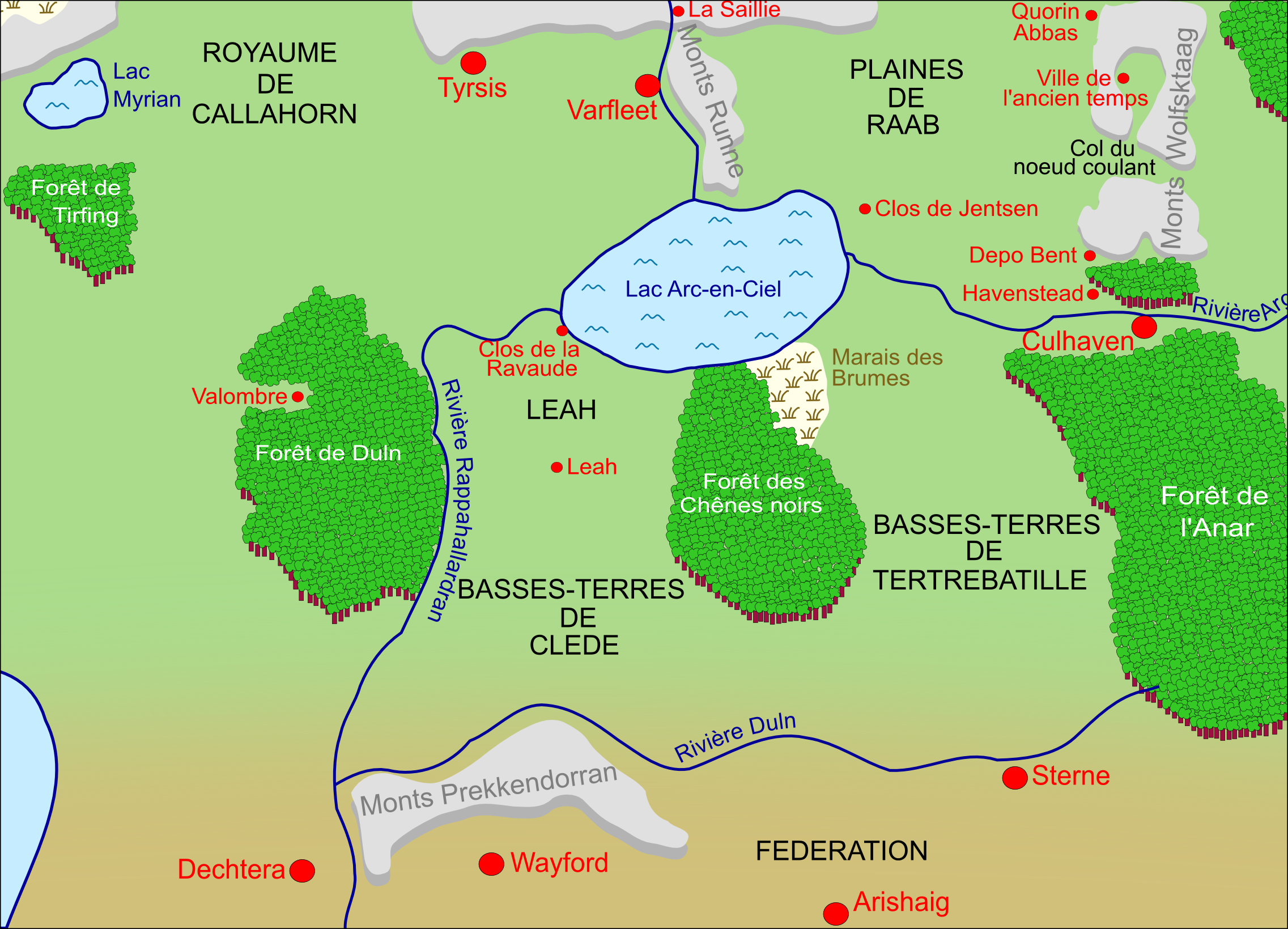
Terres du Sud
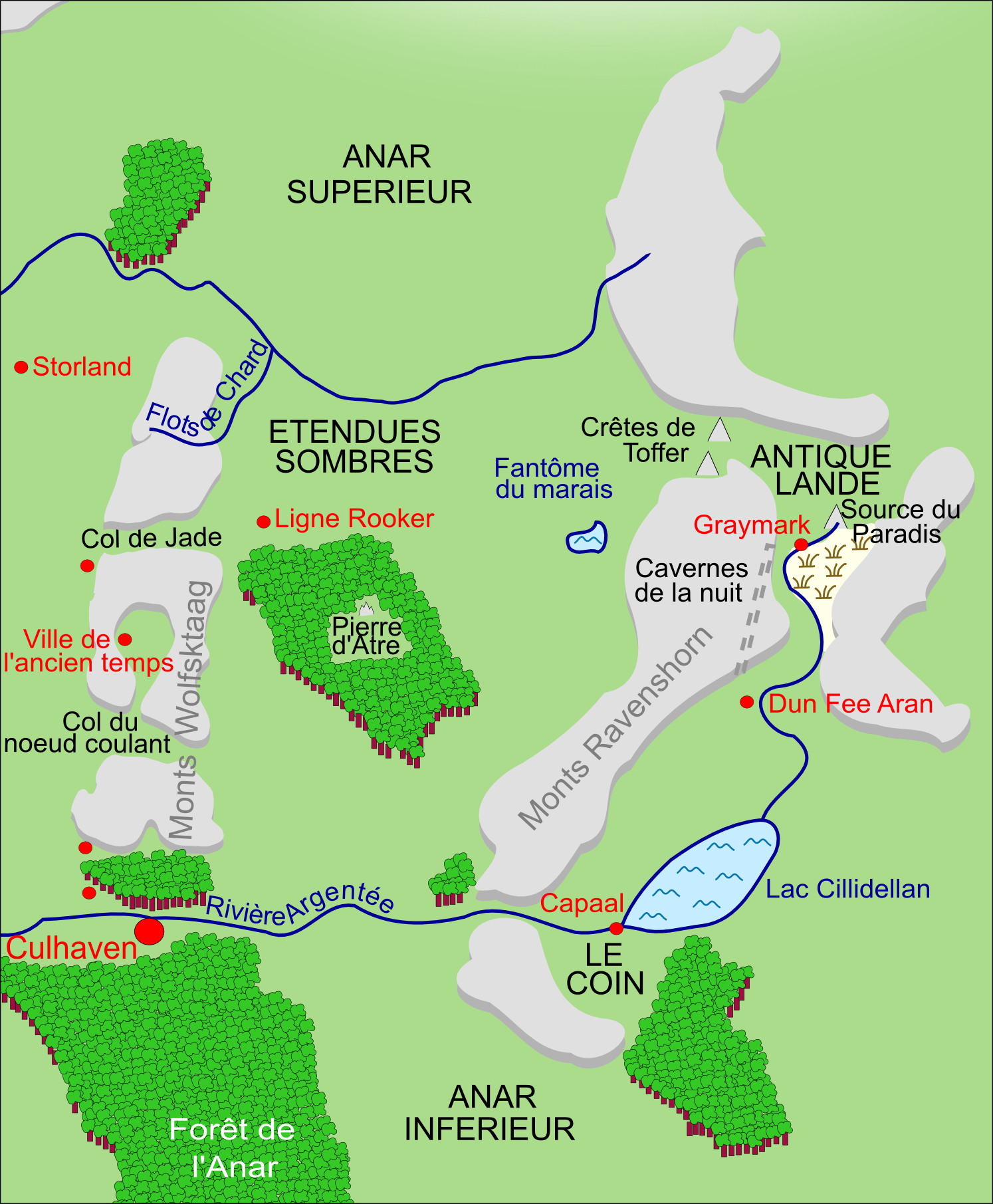
Terres de l'Est
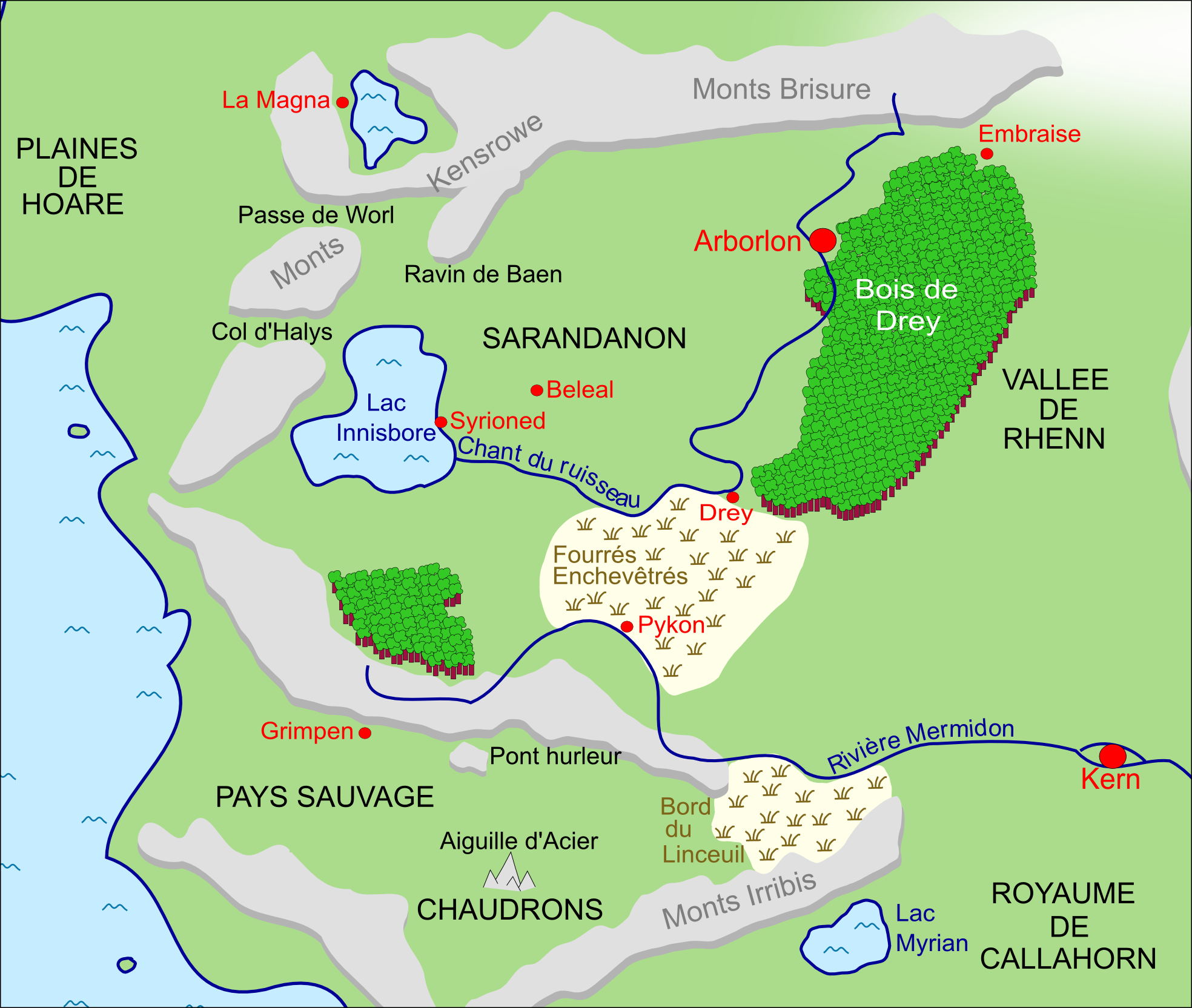
Terres de l'Ouest
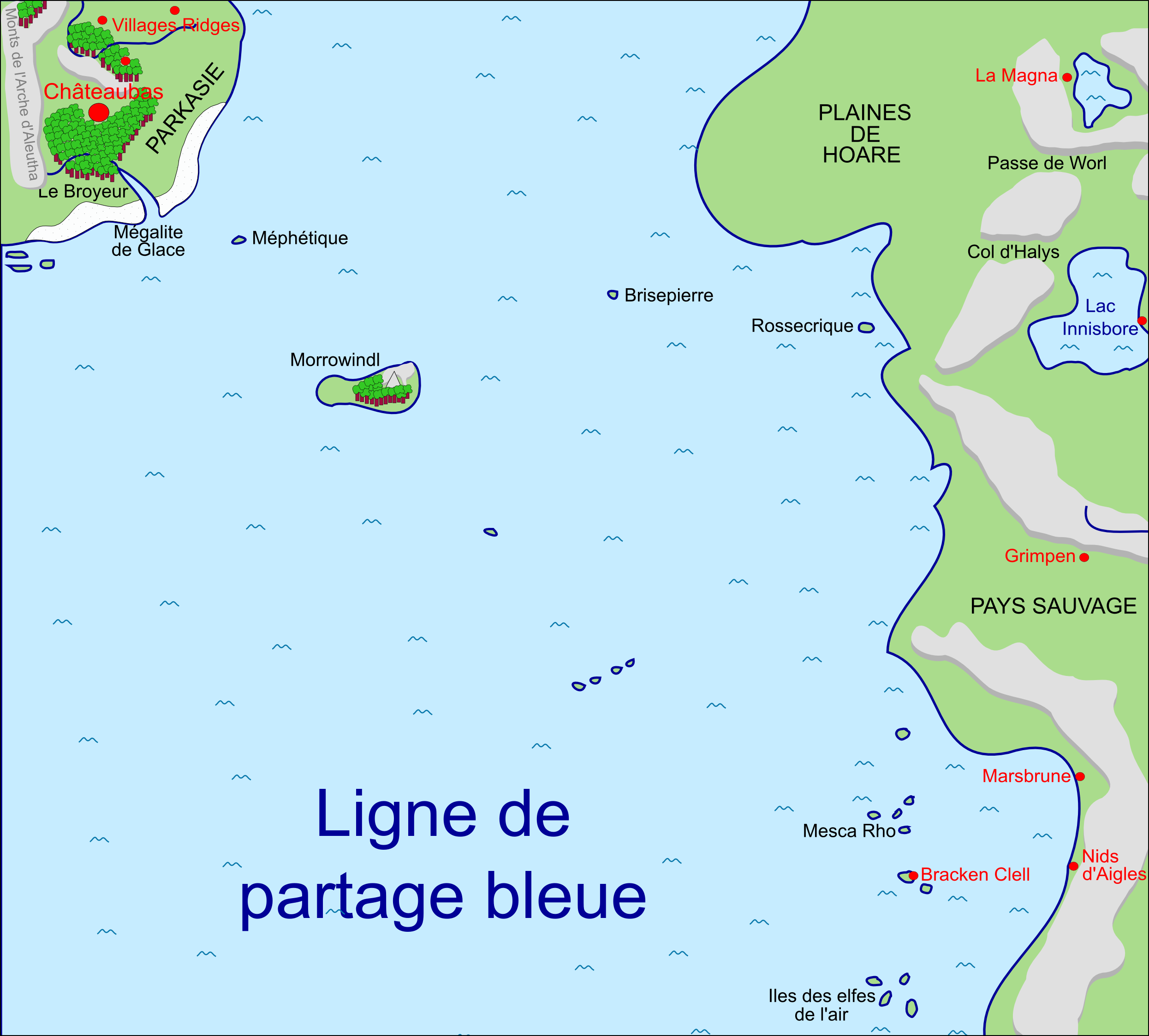
Outremer
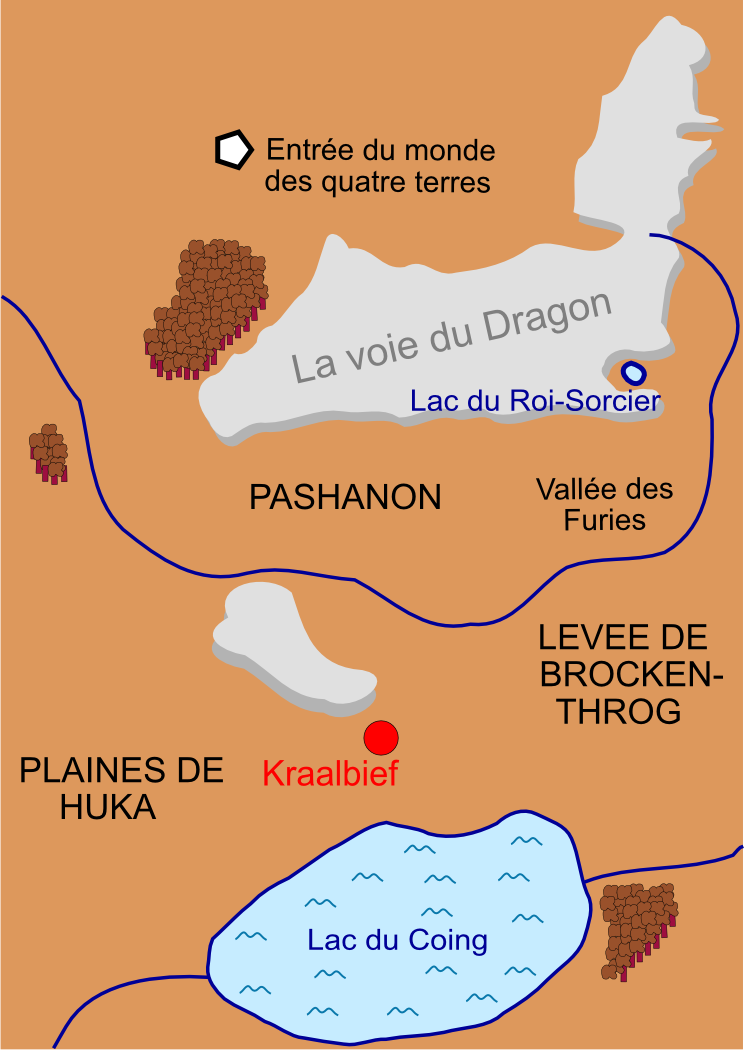
Monde des démons

Les Terres du Nord sont habitées par les Trolls. En 3100, l'elfe Galaphile y fonda Paranor, la cité des Druides. C'est également dans le Nord que se trouva de 3350 à 4100 Le royaume du Crâne, l'antre du druide maléfique Brona. Dans les Monts Charnal se trouvent la tribu des Urdas, les gnomes-trolls.
Les Terres du Sud sont habitées par les Humains. En 3600, Kinson Ravenlock y fonda le puissant Royaume frontalier de Callahorn. Sa dynastie y régna, puis se fit supplanter en 4000 par la famille des Buckhannah. Entre 3600 et 4100 furent fondés la Principauté de Leah et La communauté forestière de Valombre. Beaucoup plus au sud, se trouvent de nombreuses villes humaines. En 4330 elles s'unissent en une Fédération.
Les Terres de l'Est sont habitées par les Nains et les Gnomes. Au sud, se trouve le Royaume Nain de Culhaven dans l'Anar inférieur. D'abord dirigés par des rois, les nains furent ensuite gouvernés par un conseil des anciens. La forteresse de Capal a été construite peu après 3600. Les communautés Gnomes les plus importantes se trouvent dans les montagnes Ravenshorn et Wolfsktaag. Ils n'ont jamais eu de dirigeant commun. Plus à l'est se trouve La citadelle de Graymark fondée avant 3600 par les Mwellrets, les Trolls des marais. Par la suite leur espèce périclita. Les étendues sombres et l'Anar supérieur sont peuplés de forestiers, de trappeurs et de gnomes-araignées. L'Antique lande est le repaire des créatures garoux.
Les Terres de l'Ouest sont habitées par les Elfes. Le Royaume des Elfes est le plus ancien de tous les royaumes des Quatre Terres. Avant 3600, il est dirigé par la famille des Ballindaroch, puis de 3600 à 3850 par celle des Shannara et enfin par celle des Elessedil après 3850. Au sud du pays des Elfes, se trouve le Pays Sauvage, où se retrouvent vagabonds et brigands. Plus au sud encore, se trouve le Nid d'Aigles, la ville elfique des cavaliers du ciel.
L'outremer est exploré plusieurs fois par des aventuriers des quatre terres. En 4470, Wren Ohmsford explore la maléfique l'île de Morrowindl. En 4570, Le prince elfe Kael Elessedil traverse la Ligne de partage bleue et découvre la Parkasie. En 4600, c'est au tour du druide Walker Boh et de sa rivale la Sorcière d'Ilse de monter des expéditions en partance pour la Parkasie.
Le monde des démons se trouve derrière une barrière magique située dans les plaines de Hoare. Lors des temps féériques, les démons, les dragons, les harpies, les furies, les gobelins et d'autres races maléfiques y furent confinés par les elfes. Les démons tentent deux fois de retourner sur Terre : la première en 4150 et la seconde 4620.

## Chronologie
- 2090 : Création de l'intelligence artificielle Antrax dans un centre scientifique secret d'Asie du nord-est. Il a pour mission de sauvegarder tous les savoirs de l'humanité[1].
- 2100 : Les Grandes guerres ravagent la Terre. Destruction de la civilisation actuelle. Les elfes décident de ne plus se cacher. Les hommes mutent en quatre espèces différentes  : Les trolls, les nains, les gnomes et les humains[2] .
- 3100 : L'elfe Galaphile crée le conseil des druides à Paranor pour y réunir tous les savoirs anciens qui subsistent[2].
- 3350 : Première guerre des races. Le druide Brona découvre un livre démoniaque nommé l'Ildatch. Il veut se servir de ce livre pour dominer le monde. À la tête de l'armée des hommes, il engage une bataille contre les autres races. Ses confrères druides s'attaquent alors à Brona et le tuent. Mais, grâce au pouvoir de l'Ildatch, l'âme maléfique du druide rebelle survit[3].
- 3600 : Deuxième guerre des races. Brona, devenu le roi-sorcier du Crâne, mobilise les trolls et les gnomes contre Paranor. Il s'empare de la forteresse et fait tuer tous les druides. Il écrase ensuite l'armée des nains du roi Raybur puis se retourne contre les elfes. Bremen, un des rares druides survivants, fait forger pour le roi des elfes Jerle Shannara, une épée magique. Avec cette arme, Jerle remporte la victoire sur les armées ennemies[3].
- 4100 : Troisième guerre des races. Le roi-sorcier mobilise une nouvelle fois les trolls et les gnomes contre les elfes, les nains et les hommes. Allanon, fils adoptif de Bremen et dernier des druides de Paranor aide Shea Ohmsford — le dernier descendant de Jerle Shannara — à retrouver l'épée de Shannara. Avec cette épée, Shea détruit définitivement l'esprit du roi-sorcier[2].
- 4150 : Guerre démoniaque. L'Ellcrys, l'arbre sacré des elfes se meurt. Cela permet aux démons de revenir sur terre pour se venger des elfes, leurs ennemis éternels. Allanon et Wil Ohmsford — le petit-fils de Shea — aident Amberle Elessedil, la petite-fille du roi des elfes à fertiliser les graines de l'Ellcrys. Une fois l'arbre replanté, les démons sont réexpédiés sous terre[4].
- 4170 : Première guerre de l'Anar. D'anciens disciples de Brona, les spectres Mords fédèrent tous les clans gnomes grâce au pouvoir du livre maléfique l'Ildatch. Ils attaquent le royaume des nains pour dominer l'ensemble de l'Anar. Jair et Brin Ohmsford, les enfants de Will traversent les lignes ennemis et détruisent le livre maléfique. Allanon est tué pendant le périple. La citadelle de Paranor disparait[5].
- 4172 : Jair Omsford retourne en Anar pour détruire une page de l'Ildatch qui avait échappé à la destruction du livre[6].
- 4173 : La sorcière Croton kidnappe l'ancien druide Cogline pour qu'il lui révèle comment faire revenir Paranor. Jair Omsford délivre le druide et met fin aux agissements de la sorcière[7].
- 4330 : Les villes humaines s'unissent pour créer une fédération. Le royaume humain de Callahorn, sans roi, devient protectorat. La principauté de Leah est annexée[8].
- 4370 : Deuxième guerre de l'Anar. La fédération des hommes déclare la guerre aux nains. Ceux-ci, vaincus, sont envoyés dans les mines de la fédération. Les gnomes acceptent le protectorat de la fédération. Les elfes disparaissent à nouveau[8].
- 4470 : L'ombre d'Allanon revient sur terre et convoque les descendants de Shea : les frères Par et Coll Ohmsford, Walker Boh et Wren Ohmsford. Les ombreurs, des êtres magiques dégénérés, menacent le monde. Allanon fixe à chaque descendant une mission : Par doit retrouver l'épée de Shannara[8], Walker doit restaurer Paranor[9] et Wren doit retrouver les elfes[10]. Une fois les quêtes accomplies, les descendants utilisent leurs talismans et leurs pouvoirs pour vaincre définitivement les ombreurs[11].
- 4475 : Padishar Creel soulève les hommes de Callahorn contre la Fédération. Morgan Leah aide les nains à retrouver leur indépendance[11].
- 4550 : La principauté de Leah redevient indépendante. Elle est désormais gouvernée par un conseil des anciens[12].
- 4570 : Première expédition en Parkasie. Le prince Kael Elessedil prend la tête de trois navires pour découvrir une ancienne magie cachée sur le continent de l'autre côté de la Ligne de partage bleue. Après cent ans de sommeil druidique, Walker Boh sort à nouveau de Paranor. Il parcourt les quatre terres pour recruter des disciples. Mais devant le refus des gouvernements de l'aider dans sa quête, il se retire à nouveau à Paranor[12].
- 4588 : Invention des bateaux volants[12].
- 4590 : Début de la Guerre des monts Prekkendorran. La coalition des elfes, des nains et des hommes de Callahorn s'opposent à la fédération des villes humaines du sud pour le contrôle des Terres du Sud[12].
- 4600 : Seconde expédition en Parkasie. Après la réapparition et la mort du prince Kael, le druide Walker Boh monte une seconde expédition pour le continent mystérieux. Il part à bord du navire volant « Le Jerle Shannara ». La terrible Sorcière d'Ilse part elle aussi à la recherche de l'ancienne magie[12]. Arrivées sur place, les deux expéditions découvrent que la source de magie est en fait une énorme centrale informatique recelant toutes les connaissances du monde. Malheureusement le gardien informatique du lieu, Antrax est devenu fou. Il attaque les arrivants. Walker Boh parvient à le détruire, mais est mortellement blessé[1]. Étant dans l'incapacité de déchiffrer les données informatiques, les survivants décident de rebrousser chemin. Grâce à la magie de l'épée de Shannara, la Sorcière d'Ilse découvre la vérité sur son passé. Son mentor le Morgawr est le responsable des meurtres de ses parents. Le Morgawr poursuit alors la Sorcière et les rescapés du Jerle Shannara. Il parvient à les rattraper mais La Sorcière finit par le détruire. Elle renonce alors à sa magie noire, reprend son nom d'origine Grianne Ohmsford et décide de refonder l'ordre des Druides[13]. Elle en devient le Haut druide[14].
- 4620 : Des druides comploteurs expédient Grianne Ohmsford à Jarka Ruus, le monde des démons. Les amis de la Haute druidesse se mobilisent pour la retrouver[14]. Seul le jeune Penderrin Ohmsford a le pouvoir de rapatrier sa tante. Pour cela, il doit construire un artefact magique avec une branche de l'arbre Tanequil[15]. Quand Grianne revient sur les quatre terres, elle met fin aux manigances des comploteurs et cède sa place de "Haut Druide" à des personnes honnêtes. En cette année aussi, l'armée de la fédération est sévèrement battue par la coalition. Un traité de paix est conclu. Il met fin à la Guerre des monts Prekkendorran[16].

## Principales dynasties
- Les Boh : En 4170, la famille est composée de la forestière Kimber Boh, petite-fille adoptive de l'ancien druide Cogline (3300-4470). En 4470, elle est composée du forestier Walker Boh fils de Kenner Ohmsford, descendant de Brin Ohmsford et de Risse Boh descendante de Kimber.
- Les Ballindarroch : Première dynastie du royaume elfique. En 3600, la famille est composée entre autres du roi Courtann Ballindarroch et de son fils Alyten Ballindarroch.
- Les Buckhannah : Seconde dynastie du royaume de Callahorn. En 4100, la famille est composée du roi Ruhl Buckhannah et de ses fils Palance Buckhannah et Balinor Buckhannah. En 4150, le roi est un cousin éloigné de Balinor.
- Les Creel : En 3600, la famille est composée du forgeron Urprox Screl et de sa femme Mina. Urprox est l'homme qui forgea la fameuse épée de Shannara. En 4100, elle est composée du brigand Panamon Creel. En 4470, elle est composée de Padishar Crell descendant de Panamon et chef de la rébellion de Callahorn. Elle est également composée de Damson Rhee, fille cachée de Padishar.
- Les Elessedil : Troisième dynastie du royaume elfique. En 4100, la famille est composée du roi des elfes Eventine Elessedil, de son frère cadet Breen Elessedil et de ses cousins Durin et Dayel. En 4150, elle est composée du roi Eventine, de ses fils Aine Elessedil, Arion Elessedil et Ander Elessedil et de sa petite-fille Amberle Elessedil, fille d'Aine. En 4170, elle est composée d'Ander et de son fils Edain Elessedil. En 4470, elle est composée de la reine Ellenroh Elessedil descendante d'Edain, de son frère Asheron Elessedil et de son neveu Gavilan Elessedil. Ils sont par leur mère descendants de Jair Ohmsford. En 4570, elle est composée de la reine Aine Elessedil et de ses deux fils Kael Elessedil et Allardon Elessedil. Aine est l'arrière-petite-fille de la reine Wren Ohmsford, petite-fille d'Ellenroh Elessedil par son unique fille Alleyne Elessedil. En 4600, elle est composée du roi Allardon, de ses deux filles et de ses deux fils Kylen Elessedil et Ahren Elessedil. En 4620, elle est composée d'Ahren, de Kellen Elessedil et Khyber Elessedil, enfants de Kylen, d'Arling, femme de Kellen, de leurs fils Kiris et Wencling et de leurs filles.
- Les Leah : Dynastie princière de Leah. En 4100, la famille est composée du prince Menion Leah. En 4170, elle est composée du prince Rone Leah, arrière-petit-fils de Menion et de Shirl Ravenlock. En 4172, Rone épouse Brin Ohmsford. En 4173, ils ont un fils qu'ils nomment Jair Leah. En 4470, elle est composée de l'aristocrate Kyle Leah et de son fils Morgan Leah. En 4600, elle est composée de Coran Leah arrière-petit-fils de Morgan et de Matty Roh, de son épouse Liria et de ses enfants. L'ainé de ses enfants se nomme Quentin Leah.
- Les Ohmsford : En 4100, la famille est composée de Curzad Ohmsford, aubergiste à Valombre, de son fils naturel Flick Ohmsford et de son fils adoptif Shea Ohmsford. En 4150, elle est composée du petit-fils de Shea, Wil Ohmsford et de sa future femme Eretria. En 4170, elle est composée de Will, Eretria et de leurs enfants : Brin Ohmsford et Jair Ohmsford. Jair aura plus tard trois enfants qui s'installeront dans les terres de l'ouest. L'un meurt célibataire, les deux autres épousent des elfes. Un des deux retourne ensuite à Valombre. En 4470, la famille est composée de Jaralan et Mirianna Ohmsford descendants du fils de Jair qui est retourné à Valombre, de leurs fils Par Ohmsford et Coll Ohmsford et de Wren Ohmsford, petite-fille de la reine des elfes Ellenroh Elessedil et descendante par celle-ci du fils de Jair Ohmsford qui est resté dans les terres de l'ouest. En 4570, elle est composée de Biornlief et de son époux Araden petit-fils de Par Ohmsford et de Damson Rheen. En 4600, elle est composée des enfants d'Araden : Grianne Ohmsford dite la Sorcière d'Isle et son frère Bek Rowe. En 4620, elle est composée de Grianne, de Bek et sa femme Rue Meridian et de leur fils Penderrin Ohmsford.
- Les Ravenlock : Première dynastie du royaume de Callahorn. En 3600, la famille est composée de l'éclaireur Kenson Ravenlock et de sa future femme Mareth. En 4100, elle est composée de Shirl Ravenlock, future épouse de Menion Leah.
- Les Shannara : Deuxième dynastie du royaume elfique. En 3600, elle est composée de Jerle Shannara et de sa future épouse Preia Starle. Jerle est le cousin germain du roi Courtann Ballindarroch et l'ancêtre de Shea Ohmsford.

## Les livres en français
Les récits sont présentés dans l'ordre chronologique des événements.

### La préquelleLe Premier Roi de Shannara(1996)

Logo de la préquelle.

Le Premier Roi de Shannara (The First king of Shannara) a pour héros l'elfe Jerle Shannara et le druide Bremen. L'histoire se déroule 500 ans avant le premier livre de la trilogie Shannara.
Ce livre a été publié par Bragelonne en mai 2007 (tome 8).

### La trilogieShannara(1977à1985)

Logo de la trilogie.

La première trilogie se compose de L'Épée de Shannara (The Sword of Shannara), Les Pierres elfiques de Shannara (The Elfstones of Shannara) et L'Enchantement de Shannara (The Wishsong of Shannara). Le premier livre raconte les aventures de Shea (le dernier descendant de Jerle Shannara) et Flick Ohmsford. Le second parle de Wil Ohmsford, le petit-fils de Shea. Le dernier est sur Brin et Jair Ohmsford, les deux enfants de Wil. La famille Ohmsford est guidée dans sa quête par le druide Allanon, fils spirituel et successeur de Bremen. 
Cette trilogie a été publiée en format poche par J'ai lu en 1992 (tome 1), 1993 (tome 2) et 1994 (tome 3). Elle a ensuite été reprise par Bragelonne en novembre 2002 (tome 1), mai 2003 (tome 2) et novembre 2003 (tome 3).

### La nouvelleInvincible(2003)
La nouvelle Invincible (Indomptable) a été initialement publiée dans le recueil Legends II. Elle sert d'épilogue au roman L'Enchantement de Shannara. Elle a pour héros Jair Ohmsford.
Cette nouvelle a été publiée dans le deuxième tome de l'anthologie Légendes de la fantasy par Pygmalion en janvier 2006 et par J'ai lu en février 2008. Elle a été également publiée dans le recueil Fantasy 2006 par Bragelonne en février 2006.

### La bande-dessinéeLe Spectre de Shannara(2008)
La bande-dessinée Le Spectre de Shannara (Dark Wraith of Shannara) reprend les personnages de L'Enchantement de Shannara dans une aventure inédite se passant un an après la nouvelle Invincible. Le scénario est de Robert Place Napton et le dessin d'Edwin Huang David.
Cette bande-dessinée a été publiée par Bragelonne en décembre 2009.

### La tétralogieL'Héritage de Shannara(1990à1993)

Logo de la tétralogie.

L'histoire de ces quatre livres se déroule 300 ans après la trilogie Shannara. La tétralogie se compose de Les Descendants de Shannara (The Scions of Shannara), Le Druide de Shannara (The Druid of Shannara), La Reine des elfes de Shannara (The Elf queen of Shannara) et Les Talismans de Shannara (The Talismans of Shannara). Ils racontent l'histoire de quatre descendants de Brin et Jair : Walker Boh, Coll Ohmsford, Par Ohmsford et Wren Ohmsford.
Cette tétralogie a été publiée par Bragelonne en mai 2004 (tome 4), janvier 2005 (tome 5), janvier 2006 (tome 6) et septembre 2006 (tome 7). Elle est reprise en format poche par J'ai lu en mai 2006 (tome 4), janvier 2007 (tome 5), janvier 2008 (tome 6) et novembre 2008 (tome 7).

### La trilogieLe Voyage du Jerle Shannara(2000à2002)

Logo de la trilogie.

La trilogie se compose de La Sorcière d'Ilse (Ilse Witch), Antrax et Morgawr. L'histoire se déroule à bord du vaisseau Jerle Shannara (nommé ainsi en souvenir du roi éponyme). Le druide Walker Boh guide l'équipage à travers l'océan à la recherche d'anciennes sources de pouvoir 130 ans après les événements de la tétralogie L'Héritage de Shannara.
Cette trilogie a été publiée par Bragelonne en mai 2008 (tome 9), février 2009 (tome 10) et novembre 2009 (tome 11).

### La trilogieLe Haut Druide de Shannara(2003à2005)

Logo de la trilogie.

La trilogie Le Haut Druide de Shannara se compose de Jarka Ruus, Tanequil et Straken. Il s'agit de l'histoire de la disparition du haut druide Grianne Ohmsford vingt ans après les événements de la trilogie Le Voyage du Jerle Shannara.
Le premier tome de cette trilogie est publié par Bragelonne en juin 2010 (tome 12), janvier 2011 (tome 13) et septembre 2011 (tome 14).

## Les livres inédits en français

### La sérieThe First Druids of Shannara(2025à ...)
La série se compose de Galaphile.

### La trilogieThe Word/Void(1997à1999)
La trilogie The Word/Void se compose de Running with the Demon, A Knight of the Word et Angel Fire East. L'histoire se déroule de 1997 à 2012 dans l'état de l'Illinois. Les héros de cette série sont John Ross un étudiant et Nest Freemark une jeune femme qui a des dons de magie. Les personnages de cette série n'ont pas de relation connue avec les personnages de Shannara. Avant la publication du livre Armageddon's Children, la trilogie était indépendante de l'univers Shannara. Armageddon's Children révèle que cette trilogie est en fait le point de départ de l'univers Shannara. Elle représente la première confrontation entre la magie du Mot et les forces démoniaques du Vide.

### La trilogieThe Genesis of Shannara(2006à2008)
La trilogie se compose de Armageddon's Children, The Elves of Cintra et The Gypsy Morph. La série The Genesis of Shannara relie la série The Word/Void avec l'univers Shannara. La série débute 80 ans après la série The Word/Void, c’est-à-dire en 2100. 

### Le diptyqueLegends of Shannara(2010à2011)
Le diptyque se compose de Bearers of the Black Staff et The Measure of the Magic. La série se déroule 500 ans après The Gypsy Morph.

### La trilogieThe Dark Legacy of Shannara(2012à2013)
La trilogie se compose de Wards of Faerie, Bloodfire Quest et Witch Wraith.

### La trilogieThe Defenders of Shannara(2014à2016)
La trilogie se compose de The High Druid's Blade, The Darkling Child et The Sorcerer's Daughter. La série se déroule cent ans après les évènements décrits dans la trilogie The Dark Legacy of Shannara.

### La tétralogieThe Fall of Shannara(2017à2020)
La tétralogie se compose de The Black Elfstone, The Skaar Invasion, The Stiehl Assassin et de The Last Druid. Il s'agit de la conclusion de l'ensemble du cycle de Shannara.

### La série de nouvellesPaladins of Shannara(2012à2013)
La série se compose de Allanon’s Quest, The Weapons Master’s Choice et The Black Irix.

### Le guideThe World of Shannara(2009)
Le guide The World of Shannara, coécrit avec Teresa Patterson, décrit les principaux pays et personnages de l'univers de Shannara. Il a pour objectif de présenter l'univers de Shannara de manière détaillée. Il s'agit d'une version complétée et mise à jour du précédent guide publié en 2001.

## Adaptations

### Jeu vidéo
En 1995, un jeu vidéo Shannara est édité pour DOS et Microsoft Windows. Il met en scène Jak Ohmsford, le fils de Shea Ohmsford.

### Projet d'adaptation cinématographique
En 2007, les droits pour une adaptation cinématographique de tous les romans de Shannara ont été vendus à Warner Bros jusqu'en 2010. Le premier film prévu était une adaptation des Pierres elfiques de Shannara, le deuxième tome de la trilogie originale de Shannara. Il devait être réalisé par Mike Newell, le réalisateur de Harry Potter et la Coupe de feu, et devait sortir en 2009, suivi de l'adaptation de L'Épée de Shannara en 2010. Les films ne seront finalement jamais produits.

### Série télévisée
Sonar Entertainment a acheté les droits pour une série télévisée en 2012. En décembre 2013, une série basée sur le livre Les Pierres elfiques de Shannara, produite par MTV a été annoncée. La série, intitulée Les Chroniques de Shannara et composée de 20 épisodes (en deux saisons) a été diffusée à partir de janvier 2016 aux États-Unis et au Canada et de mai 2016 en France.